# Maren Baumbach
Maren Baumbach (* 14. Januar 1981 in Stuttgart-Bad Cannstatt) ist eine ehemalige deutsche Handballspielerin.

## Laufbahn
Sie begann im Alter von acht Jahren beim TV Oeffingen, unter dem Trainer Eberhard Schreiner, Handball zu spielen und wechselte vier Jahre später zum VfL Waiblingen.
Ab 1999 spielte Baumbach jeweils eine Saison für den TuS Metzingen und für TuS Eintracht Minden. Von 2001 bis 2007 stand sie beim Bundesligisten DJK/MJC Trier unter Vertrag und errang dort 2003 die Deutsche Meisterschaft. Zur Saison 2007/08 wechselte die 1,70 m große Spielmacherin nach Dänemark zum FCK Håndbold. Ab dem Sommer 2009 pausierte Baumbach für ein Jahr. Anschließend kehrte Baumbach in die Bundesliga zurück und spielte für den VfL Sindelfingen. Als der Verein ein Jahr später Insolvenz anmeldete, beendete sie ihre Karriere.
Die meist auf Rückraummitte spielende Maren Baumbach gehörte ab 2000 zum Kader der Nationalmannschaft, für die sie in 120 Länderspielen 341 Treffer erzielte. Sie nahm an den Europameisterschaften 2004 (5. Platz) und 2006 (4. Platz) teil. Kurz nach den Olympischen Spielen 2008 trat sie aus der Nationalmannschaft zurück.
Baumbach war von dem September 2019 bis September 2022 als Teammanagerin der deutschen Frauen-Nationalmannschaft tätig.

## Privates
Maren Baumbach hat in Saarbrücken Mathematik und Sport auf Lehramt studiert. Sie ist die Großcousine der zwei Jahre älteren Faustballerin Sabine Ansel aus Stuttgart, die mit dem Ahlhorner SV sechsmal deutsche Meisterin und mit der deutschen Nationalmannschaft dreimal Europameisterin sowie 2006 Weltmeisterin wurde. Ihr Bruder Jens spielte ebenfalls Handball beim damaligen Zweitligisten TV Bittenfeld. Maren Baumbach arbeitet am Gustav-Stresemann-Gymnasium in Schmiden und unterrichtet Mathematik und Sport.

## Sportliche Erfolge
- VfL Waiblingen
  - Deutscher A-Jugend Meister 1998 und 1999
- DJK/MJC Trier
  - Deutscher Meister 2003
  - Deutscher Vize-Pokalsieger 2003
- FCK Kopenhagen
  - Europapokal der Pokalsieger 2009
  - Auszeichnung zur besten Spielmacherin
- Deutsche Nationalmannschaft
  - Bronze Jugend-EM 1999
  - Bronze Juniorinnen-WM 2001
  - 5. Platz EM 2004
  - 4. Platz EM 2006
  - 3. Platz WM 2007